# پنج شب با فردی ۴
پنج شب با فردی ۴ (به انگلیسی: Five Nights at Freddy's 4) (که در ابتدا با نام پنج شب با فردی: قسمت آخر شناخته می‌شد) یک بازی ویدیویی ترس و بقا است که توسط اسکات کاتن ساخته و منتشر شده است. این چهارمین قسمت از مجموعه پنج شب در فردی است. بازی در اتاق خواب یک کودک اتفاق می‌افتد، جایی که بازیکن باید از حمله انیماترونیک‌های کابوس‌وار که او را تعقیب می‌کنند اجتناب کند.
این بازی در اواسط سال ۲۰۱۵ با عنوان کاری پنج شب با فردی: قسمت آخر معرفی شد. در ابتدا برای انتشار در ۹ آبان ۱۳۹۴ برنامه ریزی شده بود، با این حال این بازی تا ۱۷ مرداد و سپس به ۱ مرداد که به طور غیرمنتظره‌ای در استیم منتشر شد، به تعویق افتاد. بازی در ۳ مرداد ۱۳۹۴ برای دستگاه‌های اندرویدی و در ۱۲ مرداد ۱۳۹۴ برای دستگاه‌های آی‌اواس منتشر شد. همچنین نسخه‌های نینتندو سوئیچ، پلی‌استیشن ۴ و اکس‌باکس وان در ۸ آذر ۱۳۹۸ منتشر شد.
پس از انتشار، بازی نقدهای متفاوتی از منتقدان دریافت کرد. تمجید از فضای ناآرام آن، در حالی که بسیاری بر سر مکانیک بازی اختلاف داشتند. پنج شب با فردی ۴ تنها بازی در کل مجموعه پنج شب با فردی است که هیچ دیالوگ گفتاری ندارد. این بازی، پنج شب با فردی: مکان خواهر  را دنبال کرد که در ۱۶ مهر ۱۳۹۵ منتشر شد.

## گیم‌پلی
بر خلاف پیشینیان خود، پنج شب با فردی ۴ در یک دفتر امنیتی اتفاق نمی افتد، بلکه در اتاق خواب یک کودک است. تنها دفاع بازیکن در برابر انیماترونیک‌های متخاصم بازی، یک چراغ قوه با باتری نامحدود است که می تواند آنها را دفع کند. شخصیت‌های انیماترونیک شبیه چهار بازی اول (فردی فزبر، بانی، چیکا و فاکسی) هستند، اما از نظر ظاهری هیولاگونه و کابوس‌وار هستند و بر این اساس به آنها عنوان «کابوس» داده شده است. بیشتر گیم‌پلی حول بررسی چهار موقعیت در اتاق خواب است: مجموعه ای از درها در هر طرف اتاق خواب، یک کمد در جلوی بازیکن و یک تخت در پشت. بازی به شدت از نشانه‌ها و صداها در گیم‌پلی استفاده می‌کند. بازیکن باید درها را برای نوع کابوس‌وار بانی و چیکا بررسی کند، به تنفس آنها گوش دهد و اگر چیزی شنیده شد درها را ببندد. هنگامی که فاکسی کابوس‌وار ظاهر می‌شود، کمد نیز باید تحت نظر باشد و بسته شود تا از حمله جلوگیری شود. تخت پشت بازیکن همچنین دارای چندین انیماترونیک کوچک (که طرفداران آن را «فردلز» می‌نامند) شبیه کابوس فردی است که اگر با چراغ قوه نترسد، کابوس فردی را احضار می‌کند. اگر بازیکن از بررسی هر یک از این ورودی‌ها غافل شود، جامپ‌اسکر می‌شود و منجر به پایان بازی می‌شود.
پس از رد کردن هر شب، بازیکن ممکن است یک مینی‌گیم زمان بندی شده با عنوان "سرگرمی با پلاش‌ترپ" (در آپدیت هالووین، پلاش‌ترپ با نسخه کابوس‌وار پسر بادکنکی از بازی دوم جایگزین شده است) که در آن نسخه مخملی از اسپرینگ ترپ، انیماترونیک متخاصم بازی سوم است را ببیند. در این بازی، بازیکن باید در یک زمان مشخص، پلاش‌ترپ را به بالای یک "X" که روی زمین مشخص شده است، بکشاند. اگر بازیکن موفق شود، بازیکن شب بعد را ساعت ۲:۰۰ صبح (۱:۰۰ صبح در حالت‌های چالشی) شروع می‌کند. مانند شب‌های اصلی، این مینی‌گیم زمان بندی شده با پیشرفت بازی چالش برانگیزتر می‌شود. پاداش زمانی برای حالت های بازشدنی اعمال نمی‌شود. علاوه بر این، اگر بازیکن یک بازی را به پایان برساند، پاداش دیگر برای بازی های بعدی در همان سطح معتبر نیست.
مانند بازی‌های قبلی، گیم‌پلی اصلی در پنج شب به‌طور فزاینده‌ای دشوار با سطوح اضافی قابل باز شدن اتفاق می‌افتد. فردی فزبر کابوس‌وار، بانی، چیکا و فاکسی در چهار شب اول آنتاگونیست هستند، در حالی که یک انیمیشن خرس زرد بزرگ به نام فردبر کابوس‌وار تنها مهاجم در شب پنجم می شود. با تکمیل هر پنج شب، قفل یک ستاره و یک شب ششم اضافی باز می‌شود، که در آن چهار انیماترونیک بازیکن را تحت تعقیب قرار می‌دهند تا اینکه فردبر کابوس‌وار در ساعت ۴:۰۰ صبح بازی را در دست بگیرد. تکمیل شب ششم، قفل ستاره دیگری و شب هفتم با عنوان "کابوس" را باز می‌کند. که انیماترونیک‌ها بسیار تهاجمی هستند و فردبر کابوس‌وار در ساعت ۴:۰۰ صبح با یک انیماترونیک به نام کابوس، جایگزین می شود که دارای یک بازی منحصر به فرد روی صفحه در مقایسه با سایر انیماترونیک‌ها است. ستاره سوم و کد مخفی شب هشتم را به نام حالت ۲۰/۲۰/۲۰/۲۰ بر اساس حالت‌های "شب سفارشی" از دو بازی اول باز می کند، جایی که هوش مصنوعی انیماترونیک‌ها به حداکثر سختی تنظیم شده است. با تکمیل این شب، ستاره چهارم اعطا می‌شود. دیگر قابلیت‌های بازگشایی شامل گالری‌های مختلف انیماترونیک‌ها و جامپ‌اسکرها، و همچنین نگاه‌های پشت صحنه به فرآیند مدل‌سازی سه بعدی برای فردبر و فاکسی است. منوی اضافی همچنین شامل مینی‌گیم‌های سرگرمی با پلاش‌ترپ و سرگرمی با پسر بادکنکی برای بازی، منوی تقلب و منوی چالش‌ها است که شامل ۴ چالش است که ستاره‌های خود را برای باز کردن قفل دارند.
مانند بسیاری از ورودی‌های قبلی این سری، داستان بازی در مینی گیم‌های به سبک آتاری قابل پخش در بین شب‌ها آشکار می‌شود. هر یک از مینی‌گیم‌ها در یک چارچوب زمانی مربوط به پنج شب تنظیم می‌شوند که با «۵ روز تا مهمانی» شروع می‌شود، تا «۰ روز تا مهمانی».

## داستان
مجموعه‌ای از مینی‌گیم‌های بازی بین شب‌ها داستان پسر جوانی را روایت می‌کند که گمان می‌رود شخصیت بازیکن است. در اولین مینی‌گیم، پسر در اتاق خواب خود با اسباب بازی‌های مخملی، که آنها را "دوستان" خود می‌نامد، حبس می‌شود. یکی از مخمل‌ها که بر اساس انیماترونیک «فردبر» ساخته شده است، باعث دلداری پسر می‌شود، زیرا از ترس از رستوران خانوادگی نزدیک خانه‌اش مسخره می‌شود و عذاب می‌کشد. در ۴ مینی‌گیم بعدی، او عمداً می‌ترسد، در رستوران رها می‌شود، توسط همسالانش مسخره می‌شود و ناخواسته در اتاق قطعات و خدمات رستوران حبس می شود. دو ایسترگ را می‌توان در طول مینی‌گیم‌ها کشف کرد. یکی شکل بنفش رنگی را که قبلاً در بازی دوم و سوم نمایش داده شده بود، نشان می‌دهد که شخصی را در کت و شلوار انیماترونیک می‌پوشاند، به این معنی که او کارمند رستوران است، در حالی که دیگری برنامه‌ای را بر روی صفحه تلویزیون به تاریخ ۱۹۸۳ نشان می‌دهد، احتمالاً سالی که مینی‌گیم ها در آن اجرا می‌شوند. شایعاتی نیز در مورد زنده شدن انیماترونیک های رستوران در شب ذکر شده است.
در مینی‌گیم ششم، پسر در حال گریه کردن در جشن تولدش در رستوران نشان داده می‌شود و گروهی از قلدرها که ماسک‌های انیماترونیک به تن دارند، از جمله برادر بزرگتر پسر، او را به وحشت می‌اندازند. آنها که از ترس او سرگرم شده بودند، او را برای "بوسه" به سمت دهان فردبر واقعی می‌برند، که سر او را در دهان انیماترونیک فرو می‌کنند. اشک‌های پسر به سیستم قفل فنری فردبر آسیب می‌زند و باعث می‌شود که به زور دهانش را ببندد و سر پسر را له کند. این عمل برادر و دوستانش را به وحشت می اندازد، آنها فقط می توانند در شوک به اشتباه خود خیره شوند. مینی‌گیم هفتم، پسر را در یک اتاق سیاه نشان می دهد که توسط اسباب بازی‌های مخمل دار او احاطه شده است. یکی از آنها از پسر عذرخواهی می کند، و دیگری قول می‌دهد که «تو را دوباره جمع می کنم». اسباب‌بازی‌های مخمل‌دار یکی یکی محو می‌شوند و صدای ضعیف نوار قلب به گوش می‌رسد که نشان می‌دهد پسر مرده است.
در طول بازی، اگر صفحه نمایش روشن باشد، از طریق اشیاء کنار تخت به داستان پسر اشاره می‌شود. وقتی بازیکن به سمت تخت می‌چرخد و به سمت چپ عروسک مخملی که روی آن قرار دارد نگاه می‌کند، سه شی در زمان‌های مختلف ظاهر می‌شوند: یک بطری قرص، یک قطره آی‌وی و یک گلدان گل.
اگر بازیکن حالت "کابوس" بازی را کامل کند، تصویری از یک تنه فلزی قفل شده نمایش داده می شود. اگر بازیکن قفل‌ها را تکان دهد، متنی ظاهر می‌شود که می‌گوید «شاید بهتر است برخی چیزها در حال حاضر فراموش شوند». کاتن در مورد معنای پشت این جمله مرموز، چیزی نگفت.

## توسعه
در آغاز ۷ اردیبهشت ۱۳۹۴، کاتن تصاویری را در وب‌سایت خود منتشر کرد که در آن بازی دیگری از این مجموعه را در تیزر قرار داد، که در ابتدا با نام پنج شب با فردی: قسمت آخر شناخته می شد. این تصاویر، که شخصیت‌های فرنچایز را نشان می‌دهند، در انتشار در هالووین به شکلی رمزآلود داخل تیزر قرار گرفتند. یک تریلر در ۲۲ تیر ۱۳۹۴ منتشر شد که نشان می‌دهد بازی در خانه شخصیت اصلی اتفاق افتاده است. همچنبن عنوان «قسمت آخر» حذف شد.
نسخه نمایشی این بازی برای یوتیوبرهای منتخب در ۳۰ تیر ۱۳۹۴ منتشر شد و بازی کامل در ۱ مرداد ۱۳۹۴ منتشر شد. این بازی برای دستگاه‌های اندرویدی در ۳ مرداد ۱۳۹۴  و برای دستگاه‌های آی‌اواس در ۱۲ مرداد ۱۳۹۴ منتشر شد. در ۹ آبان ۱۳۹۴، دو به‌روزرسانی برای بازی منتشر شد. یکی از مجموعه‌ای از گزینه‌های تقلب، حالت‌های چالش و یک نسخه تغییر یافته از مینی‌بازی «سرگرمی با پلاش‌ترپ» است که از نسخه کابوس‌وار شخصیت پسر بادکنکی (از پنج شب با فردی ۲) به جای پلاش‌ترپ استفاده می‌کند. دومی «نسخه هالووین» است که تغییرات زیبایی را در بانی و چیکای کابوس‌وار ایجاد می‌کند و نسخه‌های کابوس‌آمیز پنج شب با فردی را در شخصیت‌های منگل و پاپت (معروف به نایتمریون درون بازی) معرفی می‌کند که جایگزین کابوس و فاکسی شده است. کیک چیکای کابوس‌وار نیز با کدوی هالووین جایگزین شده است. برخلاف دیگر بازی‌های پنج شب با فردی، این بازی دارای دیالوگ گفتاری (خارج از ایسترگ‌ها) نیست.

## پذیرایی
| گردآورنده | امتیاز     |
| --------- | ---------- |
| متاکریتیک | PC: 51/100 |

| ناشر                     | امتیاز     |
| ------------------------ | ---------- |
| دستراکتید                | PC: 4/10   |
| گیم‌زبو                   | MOB:       |
| نینتندو لایف             | NS:        |
| پی‌سی گیمر (ایالات متحده) | PC: 70/100 |
| پی‌سی‌گیمزان               | PC: 5/10   |
| TouchArcade              | iOS:       |
| The Escapist             | PC:        |

پنج شب با فردی ۴ با توجه به جمع‌آوری بررسی متاکریتیک، نقدهای "مختلط یا متوسط" دریافت کرد و به نسخه ویندوز امتیاز ۵۱ از ۱۰۰ اختصاص داده شد.
دستراکتید از گیم‌پلی بازی به عنوان بسیار گیج کننده انتقاد کرد و به بازی امتیاز ۴ از ۱۰ داد. اسکیپیست به بازی امتیاز بررسی مثبت ۴ از ۵ داد و گفت که آنها مکانیک‌های بازسازی شده، داستان تیره‌تر و احساسی‌تر، جامپ‌اسکرها و پایان غم انگیز را دوست داشتند، اما به اشکالات و گلیچ‌های بازی اشاره کردند. نادیا آکسفورد از گیم‌زبو نقد ۴ ستاره از ۵ ستاره را به آن داده است و آن را به خاطر محیط شدید، صداها و گرافیک‌های وحشتناک و ترسناک ستایش کرد. او از این بازی انتقاد کرد که برای زنده ماندن در محیط‌های خاص با تکیه بر نشانه‌های صوتی و نسخه اندرویدی که شامل مینی‌گیم‌های داستان محور نیست، مشکل است.

## جستار های وابسته
- پنج شب با فردی
- اسکات کاتن